# Nguelemendouka
Nguelemendouka est une commune du Cameroun située dans la région de l'Est et le département du Haut-Nyong.

## Population
: Nguélémendouka et la colonisation allemande, 2005
Lors du recensement de 2005, la commune comptait 21 097 habitants, dont 3 549 pour Nguelemendouka Ville.
Les sources écrites et la tradition orale s'accordent pour attester que les Maka furent les premiers occupants de la zone forestière du Haut-Nyong, après les pygmées.
Les 13 villages du groupement Maka Ayong-Yérad sont situés au Sud-est de l'arrondissement ; depuis 1992, le groupement forme une unité administrative (district) dont le chef-lieu est Mboma.
Le groupement Maka Ebessep se retrouve au sein de la chefferie supérieure Maka de Nguélémendouka. Au départ ces clans, qui arrivèrent dans la région par vagues migratoires, formaient tous un ensemble uni, décrivant un cercle autour d'un poste central : l'actuelle ville de Nguélémendouka. Mais avec la construction de la route Ngoap-Bika en 1952, le groupement Ebessep fut subdivisé en trois secteurs : Nord, Sud et le Centre. La disposition des villages suivit quelque peu cette subdivision. La ville de Nguélémendouka se situe au centre des deux groupes Maka Ayong-Yérap et Ebessep.
Différences entre les Maka Ayong Yerap et les Maka Ebessep :
- Sur le plan des habitudes alimentaires. Le « Ndengue » constitue la base alimentaire chez les Ayong-Yerap. Ils le consomment de préférence avec du gibier ou alors des blancs. Tandis que la sauce gluante et le couscous de maïs sont particulièrement prisés chez les Ebessep.
- Sur le plan phonétique, l'Ayong-Yerap utilise beaucoup plus la lettre « F » dans son langage alors que l'Ebessep remplace la lettre « F » par la lettre « P ». Ainsi, par exemple, pour désigner un épis de maïs les Maka Ayong-Yerap disent : « Keng Fouan » alors que les Ebessep disent « Keng Fouen », et pour dire « Je vais au champ », les premiers disent « Meke Pambe » et les seconds « Meke Pembe ».
- En ce qui concerne l'inhumation, les Ayong-Yerap creusent des tombes rondes présentant une fausse chambre à l'intérieur. Les Ebessep, quant à eux, font des tombes carrées ou rectangulaires, le plus souvent sans fausse chambre.
- Au niveau religion, les Ayong-Yérap sont protestants de l'église Presbytérienne Camerounaise, contrairement aux Ebessep qui sont essentiellement catholiques.

Si l'on s'en tient au Journal de la société des Africanistes, les Omvang sont une tribu appartenant au rameau Fang. La tradition orale fait état d'un séjour en savane dans un pays montagneux où se sont produites des incursions de peuples hostiles montés sur des chevaux ayant provoqué leur exode et la traversée d'un grand fleuve, la Sanaga, sur le dos d'un poisson appelé Mung. Partout où ils cohabitent, les Omvang sont devenus linguistiquement et culturellement dépendants de leurs voisins ce qui implique une perte totale de leur identité et la difficulté de leur attribuer une appartenance quelconque. C'est un peuple de guerriers intrépides qui n'a pas supporté la domination Yebekolo (les coupeurs de tête ?) et migra plus à l'est en pays Maka au milieu du XIXe siècle.

### Nikal Mentsouga
Nkal Seleg (qui serait né bien avant 1830) et son fils Nkal Mentsouga (fait prisonnier par les Allemands le 7 janvier 1907, à l'âge de 50 ans environ) sont deux fins stratèges qui ont marqué l'histoire de la région. Le premier a mené à bien la migration, son fils était un chef écouté, respecté, et dynamique ; rassembleur d'hommes, il habitait une localité en pleine forêt, Efoulan, car elle rassemblait des habitants aux origines ethniques différentes. Il fut initié à la guerre par son père, à l'usage des lances, des flèches et surtout des armes à feu qu'il se procurait chez son ami Nanga-Eboko. Il reçut le pseudonyme de Kouo Mimbang  (le briseur de défense) et donna du fil à retordre aux colonisateurs allemands.
Les Omvang ont vécu en état de belligérance permanent avec les Maka Bwanz et Ebessep, maîtres du site jusqu'à l'arrivée des Blancs en 1906. Avec les Yekaba, leurs voisins du Nord, ils entretiennent des rapports pacifiques et de coopération. La guerre ne fut pas suffisante pour assurer le passage de la violence à la paix, bien que celle-ci fut fondée sur la terreur, et ils eurent recours à d'autres moyens, psychologiques et sociologiques.
Ils cherchaient un territoire pour s'établir et s'organiser et des femmes à épouser. Les guerriers Omvang (Ndendomb) se formaient par la chasse, les travaux difficiles, mais surtout à travers des jeux virils comme le ching  (lutte traditionnelle au corps à corps), ou encore le Ntsegue (lancer de la sagaie : un gros fruit (Ntsegue) rond était lancé à toute vitesse par un jeune homme robuste et les jeunes guerriers alignés d'un côté lançaient leur sagaie Chougou pour la transpercer et arrêter sa course.)
Leurs armes comportaient des mousquets (Nkièl) et l'armement traditionnel constitué de lances (Nkoing), arcs (Banga) et flèches (Bilaï), de machettes (Nfa) et de couteaux (Ba'ague) pour des armes offensives, et du bouclier (Bnou) pour ce qui est des armes défensives.
Les parures de guerre étaient faites de peau de bête (Koudou) ou du Apwag, cache-sexe fait d'écorce d'arbre. Le visage des guerriers était peint en blanc avec du kaolin (Feum) signe de deuil dans la région. Les grands guerriers avaient le visage peint en rouge avec un filtrat appelé Ko'ong qui avait le pouvoir de faire reculer les ennemis. Le Nkang domb, commandant des troupes, avait le visage peint en rouge et une plume de perroquet (Cha'al kouss) vissée dans les cheveux ; sur l'épaule une gibecière et autour des reins des petits paquets (Bouffe) contenant des fétiches. Ils fondèrent dans la forêt un pouvoir centralisé, pour la première fois, une chefferie guerrière, vers 1860 (Jean Pardapa.,Rites et Croyances des peuples Maka,Paris,Lavoisier,1969,p.24). Cette formation politique durera un demi-siècle (1860-1907), le temps du règne de Nkal Seleg qui la fonda et de celui de Nkal Mentsouga.
À chaque victoire sur un village, le chef Omvang recevait des femmes et des esclaves comme butin et désignait un de ses fils ou un de ses lieutenants pour diriger provisoirement le village en attendant que naisse un prince issu de son union avec une femme du village. C'est ainsi qu'ils réaliseront dans la région une intégration politique de grande envergure. Mais ceci va favoriser l'assimilation complète des Omvang qui vont devenir culturellement et linguistiquement dépendant des Maka : les épouses et mères étaient toutes Maka et c'était elles qui étaient vecteurs de civilisation.
Vis-à-vis des Yesum, des Yekaba et des Yebekolo, réputés très belliqueux, les Omvang entretenaient des rapports de convivialité : ils échangeaient de l'ivoire, des essences rares et du caoutchouc contre des armes à feu, des tissus. Mais tous les alliés de Mentsouga étaient de circonstance et ne collaboraient que pour éviter des représailles.
Le chef porte le titre de Ci, ce qui est l'équivalent du Nkukuma chez les Beti-Bulu : il détient le pouvoir exécutif ; il est en même temps Nkang Ndemb (général d'armée). C'est un homme riche, c'est-à-dire qui possède en abondance biens matériels et femmes car son pouvoir dépend de son gynécée et de sa clientèle. Il incarne la sagesse et l'intelligence ; c'est un homme éloquent (Loesh Kand) qui possède les grandes sentences ancestrales : notions de jurisprudence, formules ésotériques à prononcer à l'occasion des cérémonies initiatiques.
Les régaliats du pouvoir de Nkal Mentsouga sont composés essentiellement d'une canne (Wagatig : en omvang  Mben I dju ou ntum Idjoé), d'une lance (Kouong'), dont le fer pointu est très large (Mpinga Kouong), d'un chasse-mouche (Tsonz), d'un collier (N'koow) porté à la cheville droite et d'une sacoche (Bamtela) contenant des fétiches (Mentsite ou Ngang), portée en bandoulière.
Les attributs du Ci Nkal Mentsouga sont multiples : il est garant des institutions ; il coordonne la bonne marche de la société avec l'aide des anciens (Cumbabud) du clan. Il dirige la palabre (Kand) dans les cérémonies de mariage et de deuil et rend justice, sauf dans les situations inextricables où on fait appel au sorcier (Nkong). Les terres n'appartiennent pas au chef mais à toute la communauté ; et comme les densités de populations sont peu importantes, chacun en dispose à sa guise. La richesse ne se traduisait pas en termes fonciers, mais en poids démographique (nombre de descendants) et en acquisition de biens (économie de traite).
Nkal Mentsouga avait également le pouvoir de lever l'armée pour une bataille ou pour chasser un animal (gorille, éléphant ou panthère) qui terrorisait le village : tous les hommes valides, armés de lances et de flèches, conduits par le Nkang-Ndemg, effectuaient une battue dans la zone concernée.
Dans la société Omvang comme dans beaucoup d'autres sociétés d'Afrique, et du Cameroun en particulier, il existe une intime relation entre le pouvoir et le sacré. Il faut que le postulent se soit imposé aux forces des ténèbres (Djamb) et qu'il se soit imposé la nuit à tous les sorciers (Ndimblou) du village. Mais le Ci Nkal Mentsouga n'est pas un personnage sacré ; on ne le rattache à aucune divinité, ni à aucun animal comme c'est le cas dans les chefferies des grassfields.
Comme la plupart des sociétés de la forêt dense, les Omvang assurent leurs besoins d'autosubsistance : ils produisent la totalité de leurs biens à partir des ressources naturelles. Mais ils ont besoin d'armes à feu, de certains produits de luxe (étoffe, verrerie), de sel et de sel gemme, qui leur sont vendus par des tribus entretenant des rapports avec celles de la côte. Pour faire face à ces besoins, les Omvang vont produire davantage d'ivoires, de l'huile de palme, des palmistes et surtout ils vont commencer à saigner le caoutchouc à travers la forêt, pour faire du troc.

## Histoire de la colonisation allemande
: Nguélémendouka et la colonisation allemande, 2005
Nkal Mentsouga et le peuple omvang subirent pendant dix ans environ la colonisation germanique, entre le 7 décembre 1906 et l'année 1918. La conquête fut l’œuvre du major Dominik qui les trouve redoutables : ils se servent de l'arc, de la lance et utilisent avec beaucoup d'habileté de fosses où ils fixent des flèches dans les hautes herbes ou dans la brousse de telle façon que toute personne non initiée marche dessus et se blesse grièvement. Au premier signe de danger, les gens quittaient leur village et s'en allaient dans leurs cachettes, au milieu des marécages où se trouvent quelques arbres immenses et des îlots de collines.
Le pays Omvang fut attaqué sur deux fronts. Une première colonne venue du nord-ouest, forte d'une cinquantaine de soldats et de 1 000 auxiliaires commandée par le major Dominik. La deuxième colonne venait du sud ; elle était commandée par le capitaine Schlosser parti d'Atok le 1er décembre 1906 avec une cinquantaine d'hommes, plus 250 auxiliaires ; elle arriva à Nguélémendouka le 30 décembre. Les allemands remportent la victoire et Nguélémendouka devient le point d'appui à la suite de la conquête et le camp de rassemblement des blessés. Deux patrouilles suivent la trace du chef des Omvang enfui qui s'était réfugié dans le village natal de sa mère à Badisham. Mais il est trahi et dénoncé aux allemands par des chefs Maka. Le 22 décembre, toute la région est sous contrôle. Nkal Mentsouga est encerclé le 6 janvier 1907 par environ 2000 guerriers commandés par Dominik. Le lendemain, il se rend avec 200 guerriers qui lui étaient restés fidèles. Dominik lui imposa la construction de la route de Doumé où était installé le poste militaire (édifié par le lieutenant Kirch en 1906), de fournir 100 travailleurs de force par an, et de couvrir les frais de la campagne du pays Omvang qui s'élevait à 10 grandes défenses d'ivoire.
Le pays Omvang qui jouxte la région de Doumé, avec ses riches réserves en caoutchouc, allait constituer le principal foyer de main d’œuvre et même le grenier de la station. Mais le pays Omvang ne fut jamais totalement soumis et resta administré par des militaires jusqu'en 1916.
Sur le plan sanitaire, un centre accueillant des blessés est installé à Nguélémendouka sous la direction d'un médecin, le professeur Haberer.
Les Allemands n'ont pas créé de plantations dans la région : ils faisaient saigner le latex par les populations moyennant une petite récompense aux chefs ; les populations étaient encouragées également à fabriquer de l'huile de palme et à casser les palmistes. Toute cette production était acheminée à Deng-Deng, près de Bertoua où s'étaient installées la plupart des firmes allemandes. L'exploitation n'a été possible que grâce à la politique de cantonnement qu'ils mirent sur pied, et les nombreuses exactions dont fut victime la population provoqua l'insurrection de 1910 contre l'administration allemande.
L'insurrection se manifesta par une désobéissance généralisée de la part des populations vis-à-vis de l'autorité coloniale ainsi que par l'assassinat de commerçants blancs et de soldats. L'administration allemande réagit par des mesures draconiennes, organisa des expéditions punitives comme en témoignent les dizaines de squelettes découverts par des paysans sur les bords du Nyong à Konaké. Le vieux Nkal Mentsouga fut arrêté et pendu publiquement en 1912 devant la station de Doumé avec Okang, Ngoen, Bobele, Bonanga, Aulemaku et bien d'autres. Le bilan de l'insurrection fut lourd pour les autochtones.
La colonisation du pays Omvang fut courte, mais Nkal Mentsouga et son peuple furent anéantis.
Jusqu'en 1916, le commandement de la chefferie Omvang avait été difficile : les chefs devaient fournir plusieurs charges en termes de vivres, qui devaient être acheminées sur Doumé pour le ravitaillement des travailleurs de force et des fonctionnaires.
Après la mort de Nkal Mentsouga, sa chefferie devenue le groupement Omvang, connaît un problème d'exode de ses sujets vers Nanga-Eboko et Akonolinga, centres commerciaux de la région. Cette mobilité perturba les recensements, la collecte de l'impôt et le recrutement des travailleurs de force.

### Le prélude de l'occupation française
Pendant les années d'occupation militaire, les indigènes Maka et Omvang furent mis à rude épreuve : la loyauté et le soutien furent exigés de l'un ou de l'autre belligérant. Les autorités traditionnelles, les chefs de villages et chefs de familles furent sommés de fournir conscrits et porteurs ; elles devaient également payer une contribution financière, livrer des vivres et du bétail pour la troupe. Les vivres furent réquisitionnés, les greniers pillés et les plantations dévastées. De nombreuses exactions furent commises, les gens s'enfuirent dans la forêt et les marécages pour trouver la sécurité et leur ancien mode de vie.
L'exode massif des Omvang, on peut parler de déportation, embauchés comme travailleurs de force par la contrainte pour aller travailler sur les chantiers de construction du chemin de fer, des routes et à l'exploitation des plantations de caoutchouc et des mines, avait précipité la désorganisation économique de la région : l'absence prolongée ou définitive de l'homme de son foyer, laissant les champs en friche, compromettant les semences et les récoltes exposait les populations à la famine.
L'arrivée de la colonisation allemande dans le pays avait également entraîné l'arrêt des mouvements migratoires traditionnels : les différentes tribus furent obligées de se fixer là où la colonisation les avaient trouvées.
La colonisation allemande a provoqué l'acculturation linguistique et culturelle des Omvang par leurs voisins et sonné le glas de la chefferie Omvang qui aura régné une cinquantaine d'années.

## Structure administrative de la commune
Outre la ville de Nguelemendouka, la commune comprend les villages suivants  :
- Ankouandé
- Badouma
- Ademegola
- Ngomenang
- Akilbenza
- Akossa
- Aminemekound
- Ankouandé
- Azomekout
- Badouma
- Bamelap
- Bika
- Bila
- Boela
- Djamble
- Ebah
- Efoulan
- Ekpwassong 1
- Ekpwassong 2
- Ezambe
- Imbet
- Kak
- Kap
- Kosmadji
- Kouambang
- Koumbabang
- Koumbou
- Lamba
- Loulou
- Mayos
- Mbang
- Mbegue
- Mebi
- Messague
- Miambo
- Mparagnang
- Mvanda
- Namedjap
- Ngouong
- Nkolbana
- Oueya
- Samba Zembe
- Zilly